# Horst Euler
Horst Euler (* 23. April 1910 in Bensheim; † 28. Februar 1980 in Würzburg) war ein deutscher Opernsänger (Bariton) und Gesangslehrer.

## Leben
Horst Euler war ein Sohn von Karl Euler († 1933) und ein Enkel des Bensheimer Papierfabrikanten Wilhelm Euler. Sein Bruder war der Archivar und Genealoge Friedrich Wilhelm Euler.
Euler studierte Kunstgeschichte, Theaterwissenschaften und Gesang in München, wo er Mitglied des Corps Vitruvia wurde. Als Sänger erhielt er später Engagements in Augsburg und Köln, ab 1939 als lyrischer Bariton am Staatstheater Kassel. Zu den Partien, die er dort sang, gehörten die des Papageno in der Oper Die Zauberflöte, der Figaro in der Oper Der Barbier von Sevilla und der Wolfram von Eschenbach in der Oper Tannhäuser und der Sängerkrieg auf Wartburg. 1968 zog Euler sich von der Bühne zurück; er übernahm die Leitung der Opernklasse der Musikakademie der Stadt Kassel und war zuletzt Professor für Gesang und Spracherziehung am Bayerischen Staatskonservatorium in Würzburg.